# Samoa na Mistrzostwach Świata w Lekkoatletyce 2023
Samoa na Mistrzostwach Świata w Lekkoatletyce 2023 – reprezentacja Samoa podczas mistrzostw świata w Budapeszcie liczyła jednego zawodnika.

## Skład reprezentacji

### Mężczyźni
| Zawodnik  | Konkurencja  | Kwalifikacje | Kwalifikacje | Finał | Finał   | Źródło            |
| Zawodnik  | Konkurencja  | Wynik        | Pozycja      | Wynik | Pozycja | Źródło            |
| --------- | ------------ | ------------ | ------------ | ----- | ------- | ----------------- |
| Alex Rose | rzut dyskiem | 65,50        | 8. q         | 61,69 | 12.     | [ 1 ] [ 2 ] [ 3 ] |